# Андунік I
Андунік I (ав. ГӏандуникІ; д/н — 1485) — нуцал Аварського ханства в 1460—1485 роках.

## Життєпис
Син нуцала Ібрагіма I. Протягом усього панування намагався розширити володіння, проте без значного успіху. На момент його смерті ханство залишалося невеличкими у порівнянні з іншими дагестванськими державами — відповідала межам Хунзаського плато і прилеглим до нього землях. Разом з тим Андунік I контролював стратегічно важливе аули й громади-джамаати, володіючи так званними «брамами до Авару».
Більш відомий завдяки своєму Заповіту спадкоємцю і небожеві Булач-нуцалу, де описує населення, військо (дорівнює потузі кайтазького уцмія) та володіння аварського нуцала, а також потужності інших держав Дагестану. Є важливим джерелом з історії цього регіону. Заповід складено незадовго до смерті Андуніка.